# Jan Rudolph van Musschenbroek
Jan Rudolph van Musschenbroek (Buitenzorg, 3 februari 1873 - Rheden, 25 april 1958) was een Nederlandse kunstschilder en tekenaar.

## Leven en werk
Van Musschenbroek werd in 1873 in Buitenzorg op Java geboren als zoon van de bestuursambtenaar mr. Samuel Corneille Jean Wilhelm van Musschenbroek en jkvr. Wilhelmina Henrietta Teding van Berkhout. Hij werd opgeleid aan de Polytechnische school te Delft tot civiel ingenieur, maar was tevens kunstschilder en werkte in Delft, Den Haag, Wassenaar en Rheden. Van Musschenbroek vervaardigde onder meer stadsgezichten.
In 1910 werd hij benoemd tot commissaris van de West-Borneo Cultuur Maatschappij. Als civiel ingenieur had hij in 1918 het patent verkregen op een droogmachine.
Van Musschenbroek trouwde op 11 september 1908 met de schilderes Eliza Petronella de Kuyper. Hij overleed in april 1958 op 85-jarige leeftijd te Rheden en werd begraven op de begraafplaats Heiderust aldaar.